# Droga wojewódzka 533
Die Droga wojewódzka 533 (DW 533) ist eine drei Kilometer lange Droga wojewódzka (Woiwodschaftsstraße) in der polnischen Woiwodschaft Kujawien-Pommern, die Okonin mit Mełno verbindet. Die Strecke liegt im Powiat Grudziądzki.

## Streckenverlauf
Woiwodschaft Kujawien-Pommern, Powiat Grudziądzki
-  Okonin (Okonin) (DW 534)
-  Mełno (Melden) (DW 538)